# 아카데믹 로모노소프

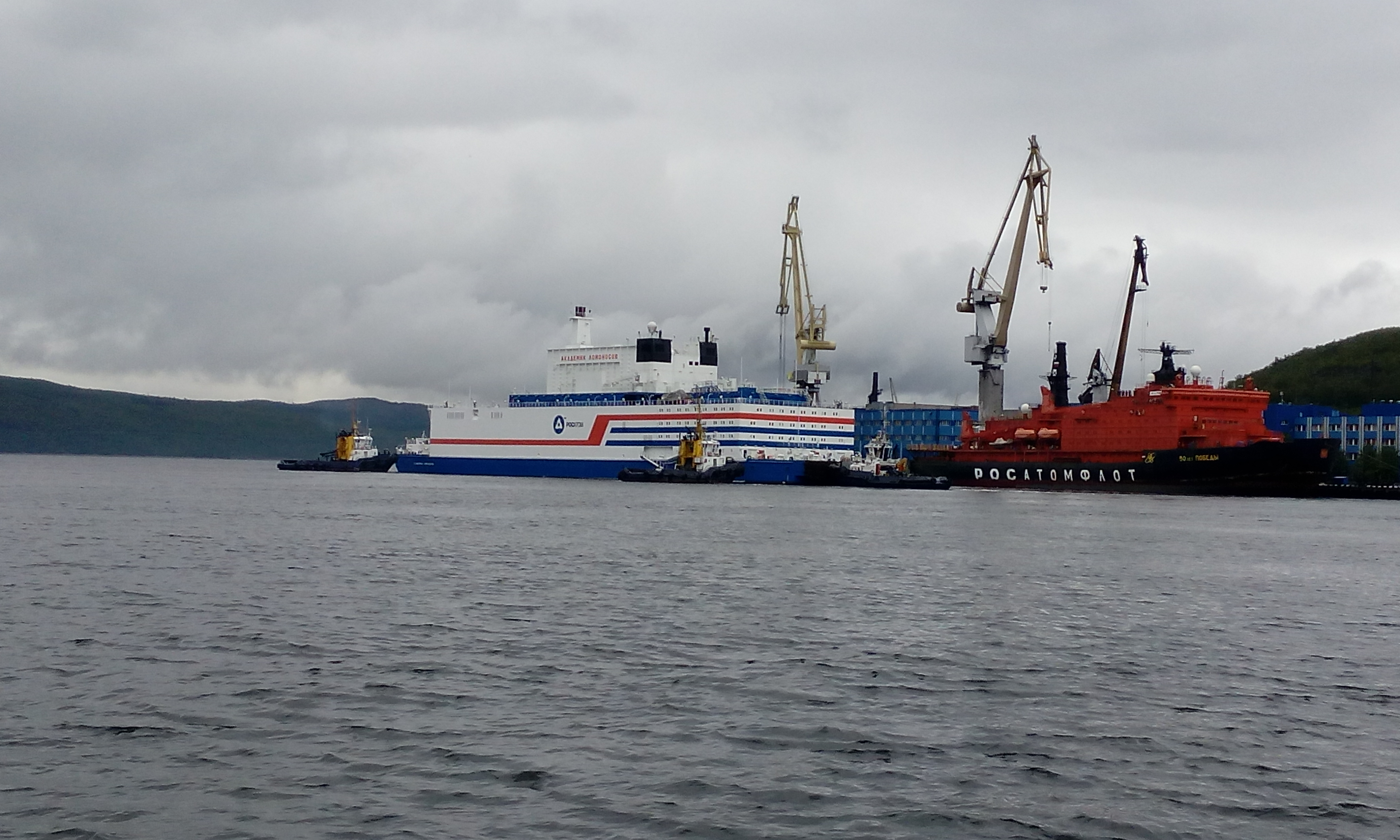

아카데믹 로모노소프(Akademik Lomonosov)는 러시아가 건조한 세계 최초의 해상 부유식 원전이다. 러시아의 과학자 미하일 로모노소프의 이름을 따 명명되었으며, 평상시에는 페베크에 정박하고 있다.

## 역사
2007년 4월 15일 기공했다. 60억 루블(2억 3200만 달러)의 건조비가 들었다. 2009년 5월, 9월에 KLT-40S 원자로 2기가 설치되었다. 2010년 6월 30일 진수되었다.
배수량 2만 1500톤이며, 엔진이 없어서 예인선이 필요하다.
KLT-40S 원자로는 OKBM이 제작했으며, 열출력 150 MWt, 전기출력 35 MWe이다.
미국 USS 엔터프라이즈 (CVN-65) 항공모함이 열출력 150 MWt A2W 원자로 8기를 탑재했었다.